# Бернаскони, Уго
Уго Бернаскони (итал. Ugo Bernasconi; 21 мая 1874, Буэнос-Айрес — 2 января 1960, Канту, Ломбардия) — видный итальянский художник, писатель
-сатирик, переводчик XX века.

## Биография

Прачки

Бросив учёбу в Аргентине, в 1899 году отправился в Париж, где посещал студию художника Эжена Каррьера, повлиявшего на его творчество, особенно на интимный тон его картин с семейными сценами и пейзажами, в основном выполненными в монохроме с нюансами в стиле Леонардо да Винчи. С 1918 года жил в Канту, где его работы берут начало в итальянской изобразительной традиции, отражая вкус к ярким цветам.
Принимал участие в выставках с 1926 по 1929 год; с 1931 по 1939 год — участник Квадриеннале, в 1942 году получил главный приз на Венецианской биеннале.
Публиковал различные сочинения, среди которых «Современное состояние живописи в Италии» (1923), «Мысли о художниках» (1924). В 1925 году Бернаскони подписал антифашистский манифест Бенедетто Кроче.
Занимался переводами Вовенарга, Паскаля, Боссюэ, Монтеня (1918), Прево, Жубера и др. Автор ряда афоризмов.
Главные произведения:
- «Racconte» (1902);
- «Uomini е altri animali»;
- «Pensier et pittori» (1924).